# آيت إعلاتن (تانڭرفا)
آيت إعلاتن هي إحدى مشيخات المملكة المغربية، تتبع جغرافيا لإقليم سيدي إفني وإداريًا لتانڭرفا. يقدر عدد سكانها بـ 1829 نسمة حسب الإحصاء الرسمي للسكان والسكنى لسنة 2004.